# Yuri Slezkine

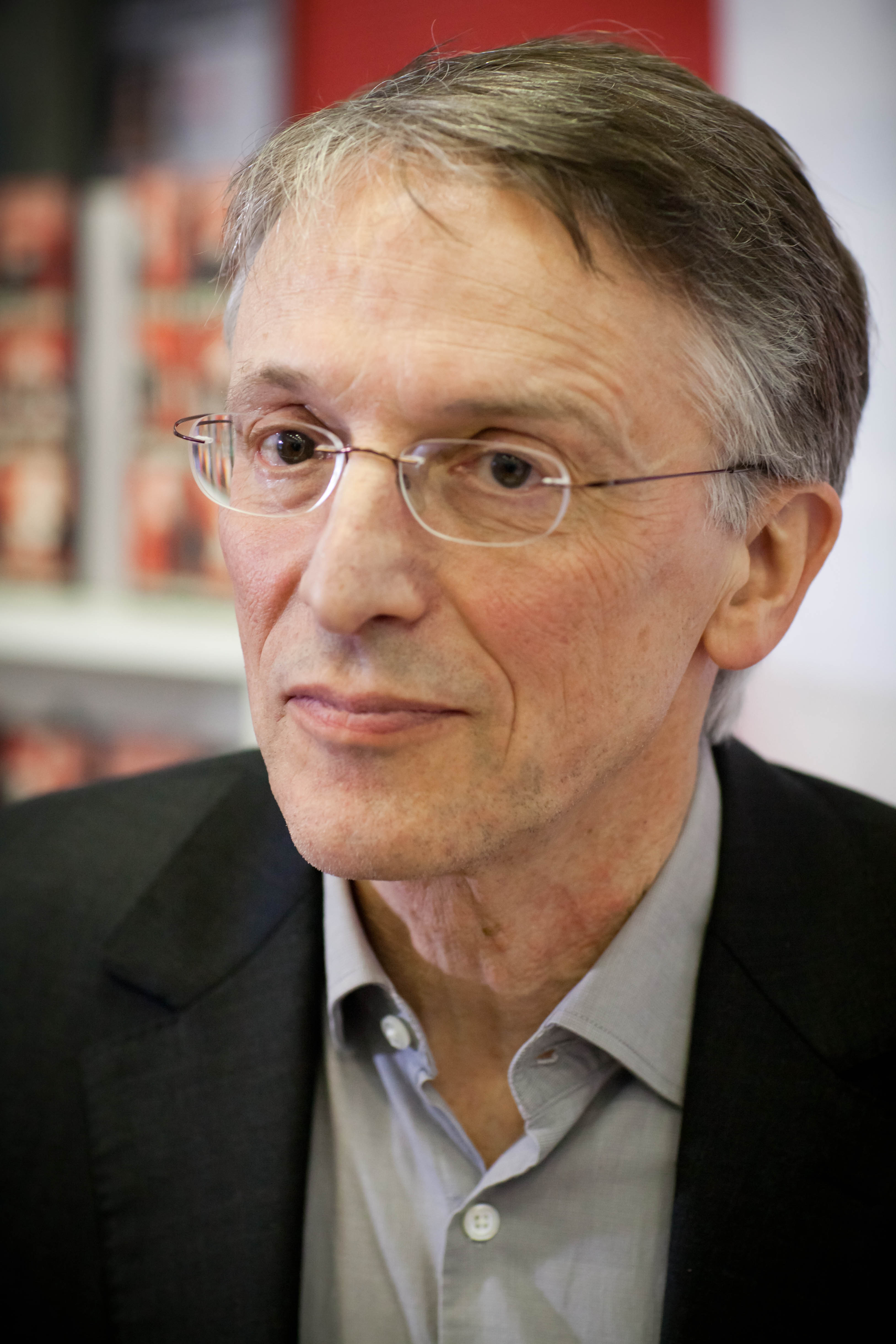
Yuri Slezkine, 2019

Yuri Slezkine (russisch Юрий Львович Слёзкин, deutsch Juri Lwowitsch Sljoskin; * 7. Februar 1956 in der Sowjetunion) ist ein US-amerikanischer Historiker, Autor, Übersetzer und Hochschullehrer. Er ist derzeit Jane K. Sather Professor an der University of California in Berkeley.

## Leben
Slezkine, der aus einer jüdischen Familie stammt, wurde an der Moskauer Lomonossow-Universität zum Übersetzer ausgebildet. Seine erste Auslandstätigkeit war Ende der 1970er Jahre im Portugiesisch sprechenden Mosambik. Nach einem Aufenthalt in Moskau ging er 1982 nach Lissabon in Portugal. Im darauffolgenden Jahr wanderte er in die USA aus und promovierte dort an der University of Texas at Austin.
In seinen Veröffentlichungen befasst sich Slezkine mit verschiedenen Aspekten der russischen Geschichte, mit Minderheiten innerhalb Russlands und weltweit und besonders mit dem Judentum im 20. Jahrhundert.
2008 wurde Slezkine mit der Aufnahme in die American Academy of Arts and Sciences geehrt.

## Veröffentlichungen
- Between Heaven and Hell: The Myth of Siberia in Russian Culture, 1993.
- Arctic Mirrors: Russia and the Small Peoples of the North. Cornell University Press, Ithaka (New York), USA 1994, ISBN 0-8014-2976-5.
- Als Herausgeber mit Sheila Fitzpatrick: In the Shadow of the Revolution: Life Stories of Russian Women from 1917 to the Second World War. Princeton University Press, Princeton, New Jersey 2000, ISBN 0-691-01948-7.
- Swann’s Nose: The Jews and Other Moderns. Chapter 2 of The Jewish Century
  - deutsch von Michael Adrian und Bettina Engels: Paradoxe Moderne: Jüdische Alternativen zum Fin de Siècle. Vandenhoeck & Ruprecht, Göttingen 2005, ISBN 3-525-35091-0.
- The Jewish Century. Princeton University Press, Princeton, New Jersey 2004, ISBN 0-691-11995-3.
  - deutsch von Michael Adrian, Bettina Engels und Nikolaus Gramm: Das jüdische Jahrhundert. Vandenhoeck & Ruprecht, Göttingen 2006, ISBN 978-3-525-36290-7.
- The House of Government: A Saga of the Russian Revolution. Princeton University Press, 2017
  - Das Haus der Regierung. Eine Saga der Russischen Revolution. Übersetzung aus dem Englischen Helmut Dierlamm, Norbert Juraschitz, Karin Schuler. München : Carl Hanser, 2018